# Ліберально-демократична партія Німеччини
Ліберально-демократична партія Німеччини (скор. ЛДПН, нім. Liberal-Demokratische Partei Deutschlands, скор. LPD) — ліберальна партія в Східній Німеччині у 1945-1990 роках.

## Історія
Заснована 5 липня 1945 року. В 1950-1990 роках виступала в блоці з СЕПН, ХДС та низкою інших партій і громадських організацій, входила до уряду. 
На виборах 1990 року виступала в блоці з Вільною демократичною партією Східної Німеччини і Німецьким Форумом, увійшла в уряд, керований ХДС. В кінці 1990 року ЛДПН і ВДП НДР об'єдналися з Вільною демократичною партією ФРН.

## Організаційна структура
ЛДПН складалася з окружних організацій, окружні організації з районних організацій, районні організації з первинних організацій (grundorganisation).
Вищий орган ЛДПН — з'їзд (Parteitag), між з'їздами — центральне правління (Zentralvorstand), виконавчий орган — секретаріат центрального правління (Sekretariat des Zentralvorstandes), Головний секретар, Голова партії (Parteivorsitzender), вищий ревізійний орган — Центральна ревізійна комісія (Zentrale revisionskommission).
Партійні видання:
- «Ранок» (Der Morgen) (загальнонімецька)
- «Північнонімецька Газета» (Norddeutsche Zeitung) (Мекленбург-Передня Померанія, пізніше округу Росток, Шверін і Бранденбург)
- «Ліберал-Демократична Газета» (Liberal-Demokratische Zeitung) (Саксонія-Ангальт, пізніше округу Галле і Магдебург)
- «Тюринзька Земельна Газета» (Thüringische Landeszeitung) (Тюрингія, пізніше округу Ерфурт, Зуль, Гера)
- «Саксонська Щоденна Газета» (Sächsisches Tageblatt) (Саксонія, пізніше округу Лейпциг, Карл-Маркс-Штадт, Дрезден)

У 1989 році була заснована молодіжна організація ЛДПН — Молода ліберальна дія (Junge Liberale Aktion).

## Голови партії
- Вальдемар Кох і Вільгельм Кюльц (1945-1948)
- Лейтенант Артур (1948-1949)
- Карл Хаман і Герман Кастнер (1949-1952)
- Ганс Лох (1952-1960)
- Макс Зурбір (1960-1967)
- Манфред Герлах (1967-1989)
- Райнер Ортлеб (1989-1990)

## Генеральні секретарі
- Гюнтер Штемпель (1948-1950)
- Герберт Тешнер (1950-1954)
- Манфред Герлах (1954-1967)